# Шмелёв, Александр Георгиевич
Алекса́ндр Гео́ргиевич Шмелёв (15 февраля 1954, Москва) — российский психолог, специалист в области экспериментальной психосемантики, психодиагностики и психометрики. Доктор психологических наук, заслуженный профессор МГУ имени М. В. Ломоносова.

## Биография
Родился 15 февраля 1954 в городе Москве. В 1976 году окончил факультет психологии МГУ им. М. В. Ломоносова, тогда же стал младшим научным сотрудником и начал работу на факультете.
В 1980 году защитил кандидатскую диссертацию по теме «Психодиагностика и психосемантика личности» под руководством Е. Ю. Артемьевой.
В 1988—1996 доцент кафедры психологии и инженерии знаний, а затем кафедры психологии труда и инженерной психологии МГУ.
В 1988—1991 гг член Президиума Общества психологов при АН СССР.
С 1992 года член Европейской Ассоциации Психологии Личности.
В 1994 году защитил докторскую диссертацию по теме «Психосемантика и психодиагностика личности»
С 1996 года профессор кафедры психологии труда и инженерной психологии МГУ.
В 2011 году получил почетное звание «Заслуженный профессор МГУ»
В 2011 и в 2013 годах номинирован на звание «Личность года в российской психологии» в конкурсе «Золотая Психея»., по итогам 2013 года стал победителем в этой номинации.
С 2014 года персональный член Национальной конфедерации Развитие человеческого капитала.

## Общественно-профессиональная деятельность
В 1986 году организовал секцию «Компьютерная психодиагностика» при Обществе психологов СССР и до 1991 года был её председателем.
Организатор аттестационной комиссии и конкурса компьютерных методик при Обществе психологов СССР (1989—1990 гг.),
В 1994—1998 гг. работал в Координационном Совете Российского Психологического Общества.
С 2008 года член Комиссии по психодиагностике Российского психологического общества, член редколлегии «Ежегодника рецензий и обзоров психодиагностических методик».
С 2008 года организатор Интернет-сообщества «Экспертное сообщество психологов» на сайте www.ht.ru.
С 2012 года член Экспертного совета Российского психологического общества.

## Научная и научно-прикладная деятельность
Научные интересы А. Г. Шмелёва лежат в области психосемантики, психометрики и компьютерной психодиагностики.
Шмелёв разработал собственную «четырехполюсную» концепцию личностной черты. В изложении автора, суть концепции состоит в том, что в каждой черте выделяется дополнительная шкала, связанная с социальной желательностью этой черты.
Шмелев разработал и руководил разработкой оригинальных психосемантических и психодиагностических методик: «Личностный семантический дифференциал (ЛСД)», «Тест юмористических фраз (ТЮФ)», «16 русскоязычных факторов (16РФ)», «Краткий тест отбора (КТО)», «Диагностика когнитивной сложности „11 слов“ (ДКС)», «Большая пятерка на базе поговорок русского языка (Б5)», «Структура трудовой мотивации (СТМ)» и других.
Шмелев руководил разработкой следующих компьютерных инструментальных и экспертных систем, имеющих прикладное значение для психодиагностики, оценки персонала, образовательного тестирования: ПЕРСОПЛАН (1988), ТЕЗАЛ (1991), ЭКСПАН (1992), ТЕСТАН (1993), ТЕЛЕТЕСТИНГ (1998), MAINTEST (2001—2014), ПРОФОРИЕНТАТОР (2002—2014), К-ЕГЭ(2004), HT-LINE (2004—2014), ПРОФПЛАН (2007).

## Основные публикации
- Шмелёв А. Г. Введение в экспериментальную психосемантику: теоретико-методологические основания и психодиагностические возможности. М.: Изд-во Моск. ун-та, 1983, 158 с.
- Шмелёв А. Г., Столин В. В. Практикум по психодиагностике. Дифференциальная психометрика. М.: Изд-во Моск. ун-та, 1984, 151 с.
- Шмелёв А. Г. Острые углы семейного круга (психология обыденной жизни). М.: Знание, 1986, 96 с.
- Шмелёв А. Г., Похилько В. И., Козловская-Тельнова А. Ю. Практикум по экспериментальной психосемантике. Тезаурус личностных черт. М.: Изд-во Моск. ун-та, 1988, 208 с.
- Основы психодиагностики / Под ред. А. Г. Шмелёва. Ростов-на-Дону: Феникс, 1996, ISBN 5-85880-214-1, 544 с.
- Шмелёв А. Г. Продуктивная конкуренция. Опыт конструирования объединительной концепции. М.: Магистр, 1997 , 56 с.
- Шмелёв А. Г. Психодиагностика личностных черт. СПб.: Речь, 2002, ISBN 5-9268-0084-6, 480 с.
- Шмелёв А. Г., Ларионов А. Г., Серебряков А. Г., Чумаков А. А. Методические рекомендации по разработке и внедрению системы оценки качества обучения по инновационным образовательным программам. М.: Изд-во Моск. ун-та, 2007, 63 с.
- Шмелёв А. Г. Практическая тестология: тестирование в образовании, прикладной психологии и управлении персоналом, М.: Маска, 2013, ISBN 978-5-91146-892-7, 688 с.

## Награды
- Почётная грамота Президента Российской Федерации (6 июня 2024 года) — за активное участие в подготовке и проведении общественно значимых мероприятий[6].
- Благодарность Президента Российской Федерации (17 июля 2025 года) — за активное участие в подготовке и проведении общественно значимых мероприятий[7].